# Sorpasso (economía)
El sorpasso ("adelantamiento" en italiano) es el término con el que se denominó en la prensa italiana y económica el que la economía italiana rebasara en términos de PIB nominal a la economía del Reino Unido en 1987.
La renta per cápita italiana ascendía ya en 1989 a 15 120 dólares estadounidenses, frente a los 14 160 del Reino Unido o los 20 630 de Estados Unidos. Con estos datos, Italia pasaba a ser la cuarta mayor economía del mundo occidental, por detrás de Estados Unidos, Japón y Alemania Occidental. La economía británica recuperó su posición con respecto a la italiana en 1997.
En 2009 el PIB nominal italiano volvió a superar al británico durante un breve periodo de tiempo, lo que llevó al embajador italiano en Londres, Giancarlo Aragona, a hablar de un "segundo sorpasso".